# 크리스탑스 포르진지스
크리스탑스 포르진지스(라트비아어: Kristaps Porziņģis, 라트비아어 발음: [ˈkris.taps ˈpuɔr.ziɲ.ɟis], 1995년 8월 2일~)는 라트비아의 농구 선수로 포지션은 포워드 센터이다. 현재 전미 농구 협회(NBA)의 팀인 보스턴 셀틱스와 라트비아 농구 국가대표팀 소속으로 뛰고 있다.

## 국가대표팀 경력
라트비아 U-14, U-16, U-18 청소년 대표팀을 거쳤으며, 2013년에 리가에서 열린 유럽 U-18 농구 선수권 대회에 참가하여 4위에 올랐다.
2017년 8월 11일 폴란드와의 친선 경기로 성인 국가대표팀에 데뷔하였다. 그는 24득점을 기록하였으며, 경기는 77-65로 승리하였다. 그 해에 유럽 농구 선수권 대회에 라트비아 대표로 참가하여, 대표팀이 최종 5위를 하는 데에 기여하였다. 이는 라트비아 대표팀이 유로바스켓 대회에서 기록한 최고 순위이다.

## 개인사
형인 야니스도 라트비아 국가대표 농구 선수로 활동했다.